# Wieselburger Kultur

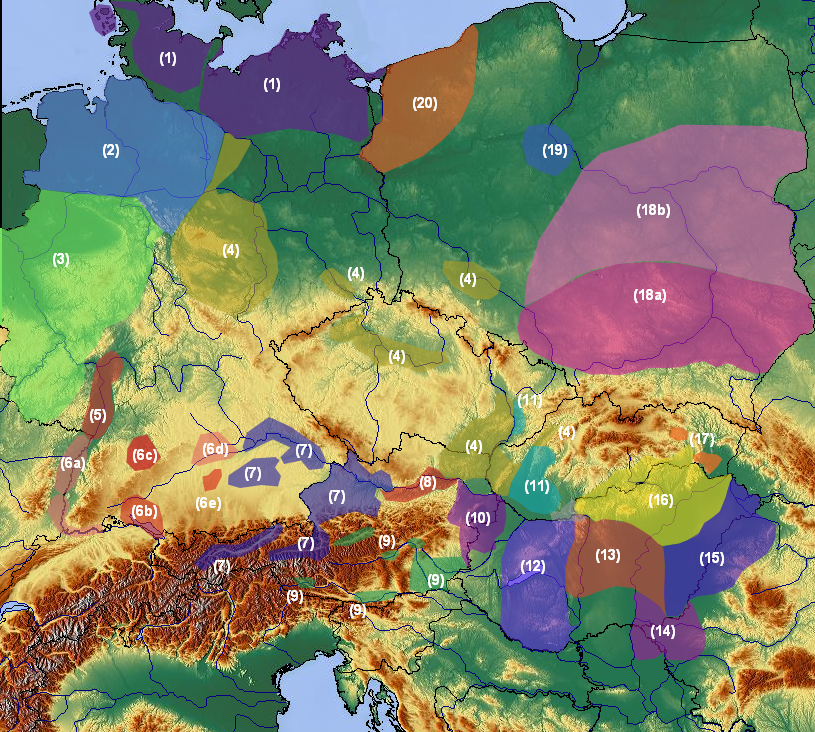
Wieselburger Kultur (10) und Nachbarkulturen.

Die Wieselburger Kultur ist eine frühbronzezeitliche Kultur, die aus der Leithaprodersdorf-Gruppe hervorgegangen ist bzw. in ihren Anfängen möglicherweise auch parallel zur Leithaprodersdorf-Gruppe existierte. Die Namensgebung dieser Kulturgruppe geht zurück auf Oswald Menghin und bezieht sich auf das westungarische Komitat Moson (deutsch: Wieselburg). Das Ende der Wieselburger-Kultur ist mit ca. 1.600 v. Chr. in der Zeit vom Übergang der frühen Bronzezeit zur mittleren Bronzezeit / Hügelgräberzeit anzunehmen. Im Ungarischen wird sie als Gata-Kultur bezeichnet, nach dem Ort Gattendorf im Burgenland.

## Verbreitungsgebiet
Das Kerngebiet der Wieselburger Kultur ist zwischen Wienerwald, Donau und Raab lokalisiert sowie im Gebiet des Neusiedler Sees, des nördlichen Burgenlandes und der Südwestslowakei.
Zu den durch Keramikfunde belegten Siedlungen zählen: Fischamend, Mannersdorf am Leithagebirge, Schwechat, Sommerein (alle in Niederösterreich), Leithaprodersdorf, Parndorf und der Föllik im Burgenland. Die Siedlung am Föllik-Berg ist von besonderer Bedeutung, da es sich wohl um eine mit Wällen, Palisaden und Gräben befestigte Höhensiedlung handelt.
Außerhalb dieses Raumes gibt es Spuren der Wieselburger-Kultur in Stillfried (Aunjetitzer Kultur) am Buhuberg und in Mikulov (Věteřov-Kultur).

## Handwerk und Kulturtechnik
Die Träger der Wieselburger Kultur schmückten Kopf, Ohren, Hals, Brust und Arme mit Werkstücken aus Stein, Bernstein, Schneckengehäusen, Glas und Metallen (Silber, Gold, Kupfer, Bronze). Nadeln unterschiedlichster Formen aus Kupfer, Bronze oder Tierknochen hielten die Kleidung zusammen. Grabfunde (Gefäße, die der Aunjetitzer Kultur, der Mad'arovce Kultur und der ungarischen Nordpannonischen Kultur zuzuordnen sind) in der Nekropole von Hainburg-Teichtal lassen vermuten, dass Vertreter der Wieselburger-Kultur schon (Tausch-)Handel mit benachbarten Kulturen pflegten.
Als typische Tongefäße gelten Trichterhalstassen und Doppelhenkelkrüge. Letztere wurden mit plastischen Auflagen („W“-förmig, kreuz-, spinnen-, schlangenförmig) verziert. Auf anderen Tongefäßen findet sich vorzugsweise eingeritztes Dekor.
Funde bronzener Dolche in Gattendorf, Oggau, Wulkaprodersdorf und Hainburg-Teichtal oder auch von Stabdolchen an manchen Fundorten belegen die Fähigkeit der Vertreter dieser Kultur in der Metallbearbeitung. Als Besonderheit, die dieser Kultur zuzuordnen ist, zählt ein Fund aus Silberschmuck in Hainburg-Teichtal, der für den mittleren Donauraum wohl als einzigartig anzusehen ist.
Zu den eindeutig nachweisbaren Haustieren zählen Pferd und Hund, wenngleich auch Schafe, Ziegen, Schweine und Rinder, als Nutzvieh, zu vermuten sind.

## Bestattungsriten
Einzelgräber mit Körperbestattung in Höckerstellung waren üblich. Entgegen den relativ streng geschlechtsspezifischen Bestattungen zeitgleicher, benachbarter Kulturen (z. B.: Unterwölblinger Gruppe) oder der Vorläuferkultur (Leithaprodersdorf-Gruppe) mit Nord-Süd-Ausrichtung der Verstorbenen wurden die Toten nun in Süd-West-(=Kopf)/Nord-Ost-(=Füße)Richtung beerdigt. Männer zwar vorwiegend mit Blickrichtung Westen, Frauen mit Blickrichtung Osten, aber auch Männer mit Blickrichtung Osten, und Frauen mit dem Kopf nach Nord-Ost und Blickrichtung Westen. In einigen Gräbern fanden sich auch Spuren, die auf die Verwendung von (Baum-)Särgen hindeuten.
Als Grabbeigaben finden sich Tongefäße, die um den Oberkörper oder bei den Füßen platziert wurden.
In der spätesten Phase der Wieselburger-Kultur, an der Wende zur mittleren Bronzezeit, finden sich Gräber ohne Keramik, jedoch mit entsprechendem Bronzeinventar.

## Bedeutende Fundstellen
- Föllik (Berg im Burgenland) bei Großhöflein
- Gattendorf (Burgenland)
- Göttlesbrunn
- Hainburg an der Donau/Teichtal
- Hofmannshöhle bei Bad Fischau
- Jois
- Komitat Moson (Wieselburg) in Ungarn
- Mannersdorf am Leithagebirge
- Oggau
- Rusovce/Slowakei
- Wulkaprodersdorf